# Хочкис (Колорадо)
Хочкис (енгл. Hotchkiss) град је у америчкој савезној држави Колорадо.

## Демографија
По попису из 2010. године број становника је 944, што је 24 (-2,5%) становника мање него 2000. године.
| Група             | 2000.       | 2010.       |
| Белци             | 857 (88,5%) | 785 (83,2%) |
| Афроамериканци    | 0 (0,0%)    | 1 (0,1%)    |
| Азијати           | 5 (0,5%)    | 5 (0,5%)    |
| Хиспаноамериканци | 91 (9,4%)   | 139 (14,7%) |
| Укупно            | 968         | 944         |